# لا رشپو
لا رشپو (به فرانسوی: La Rochepot) یک کمون در فرانسه با جمعیت ۲۸۰ نفر است که در Canton of Nolay واقع شده‌است.